# Chrzanowo (powiat kolski)
Chrzanowo – wieś w Polsce położona w województwie wielkopolskim, w powiecie kolskim, w gminie Chodów.
Przez miejscowość przebiega droga krajowa nr 92.
W latach 1975–1998 miejscowość administracyjnie należała do województwa konińskiego.